# 51-й саміт G7
51-й саміт G7 — щорічна зустріч організації G7, що відбулася з 15 по 17 червня 2025 року в Кананаскісі, Альберта, Канада. Це був другий саміт G7 у Кананаскісі після 28-го саміту G8 у 2002 році та сьомий саміт, що відбувся в Канаді.

## Лідери на саміті
Марк Карні головував на 51-му саміті G7 як Прем'єр-міністр Канади.
Саміт став першим для:
- Кіра Стармера (Прем'єр-міністр Великої Британії)
- Сіґеру Ісіби (Прем'єр-міністр Японії)
- Фрідріха Мерца (Канцлер Німеччини)
- Дональда Трампа (Президент США) після 45-го саміту у 2019 році[a 1].

### Запрошені лідери
- Клаудія Шейнбаум (Президент Мексики) отримала запрошення у травні[3], але не підтвердила участь.
- Лула да Сілва (Президент Бразилії) запрошений 30 травня[4].
- Мухаммед бін Салман (Спадкоємний принц Саудівської Аравії) відмовився від участі 12 червня[5].
- Прабово Субіанто (Президент Індонезії) скасував участь 12 червня для зустрічі з Путіним[6].

## Учасники та представники

### Основні члени G7
- (господар) — Марк Карні, Прем'єр-міністр
- — Емманюель Макрон, Президент
- — Фрідріх Мерц, Канцлер
- — Джорджія Мелоні, Прем'єр-міністр
- — Ісіба Сіґеру, Прем'єр-міністр
- — Кір Стармер, Прем'єр-міністр
- — Дональд Трамп, Президент
- — Антоніу Кошта, Голова Ради
- — Урсула фон дер Ляєн, Президент Комісії

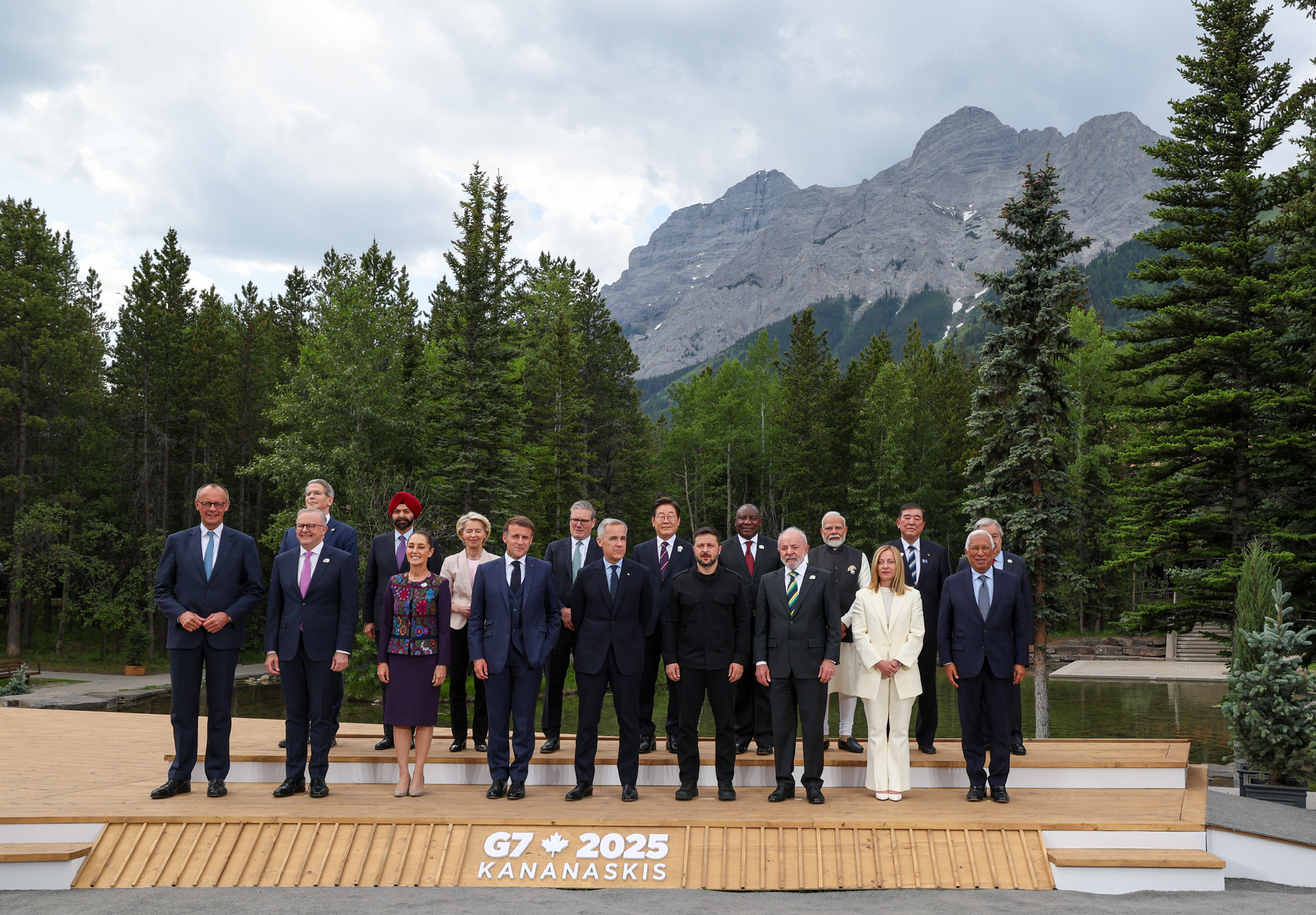

### Запрошені країни
- — Ентоні Албанезе, Прем'єр-міністр[7]
- — Луїс Інасіу Лула да Сілва, Президент[4]
- — Нарендра Моді, Прем'єр-міністр[8]
- — Клаудія Шейнбаум, Президент[3]
- — Сирил Рамафоса, Президент
- — Лі Че Йон, Президент[9]
- — Володимир Зеленський, Президент[10]

### Міжнародні організації
- — Марк Рютте, Генеральний секретар
- — Антоніу Гутерріш, Генеральний секретар
- Світовий банк — Аджай Банга, Президент

## Ключові події

### Трамп достроково залишив саміт
Президент США покинув саміт 16 червня, посилаючись на ескалацію ірансько-ізраїльського конфлікту. Це призвело до скасування ключових зустрічей:
- Двосторонні переговори з Володимиром Зеленським
- Тристороння зустріч з Шейнбаум і Карні
- Зустрічі з Моді та Албанезе[12].

### Відсутність спільного комюніке
Вперше в історії G7 саміт не ухвалив спільної заяви через розбіжності щодо:
- Позиції щодо війни в Україні
- Торгових тарифів США
- Планів повернення Росії до G8[13].

### Українська тематика
Володимир Зеленський взяв участь у спеціальному засіданні "Сильна та суверенна Україна", але терміново відлетів через російські ракетні удари. Досягнуті результати:
- Нові санкції проти російського "тіньового флоту"
- Військова допомога від Канади
- США заблокували зниження цінової стелі на російську нафту до $45/барель[12].

### Таблиця: Скасовані зустрічі через від'їзд Трампа
| Запланована подія           | Учасники               | Наслідки скасування                         |
| --------------------------- | ---------------------- | ------------------------------------------- |
| Двостороння зустріч         | Трамп – Зеленський     | Втрата шансу узгодити нову допомогу Україні |
| Переговори з Мексикою       | Трамп – Шейнбаум       | Замороження діалогу щодо мит та безпеки     |
| Північноамериканський саміт | Трамп, Шейнбаум, Карні | Невизначеність майбутнього USMCA            |
| Зустріч з Індією            | Трамп – Моді           | Відсутність прориву в торгівлі              |

## Наслідки
Саміт виявив глибокі розбіжності між США та іншими членами G7:
- Європейські лідери засудили від'їзд Трампа, як "підрив солідарності"[12]
- США блокували антиросійські ініціативи через побоювання щодо цін на нафту[13]
- Франція оголосила про проведення 52-го саміту у Евіан-ле-Бен у 2026 році[14].